# Minority
"Minority" je prvi singl s albuma Warning američkog punk rock sastava Green Day. "Minority" se probijao na ljestvicama brže nego ijedan drugi singl na ovom albumu. Bio je na prvom mjestu na Modern Rock Chart krajem 2000.